# Tatynia
Tatynia [taˈtɨɲa] (trước đây Đức Hagen) là một ngôi làng ở quận hành chính của Cảnh sát Gmina, trong vòng County Police, Zachodniopomorskie, ở tây bắc Ba Lan, gần với Đức biên giới. Nó nằm khoảng 6 kilômét (4 mi) phía tây bắc của Cảnh sát và 18 km (11 mi) phía bắc thủ đô khu vực Szczecin.

## Lịch sử

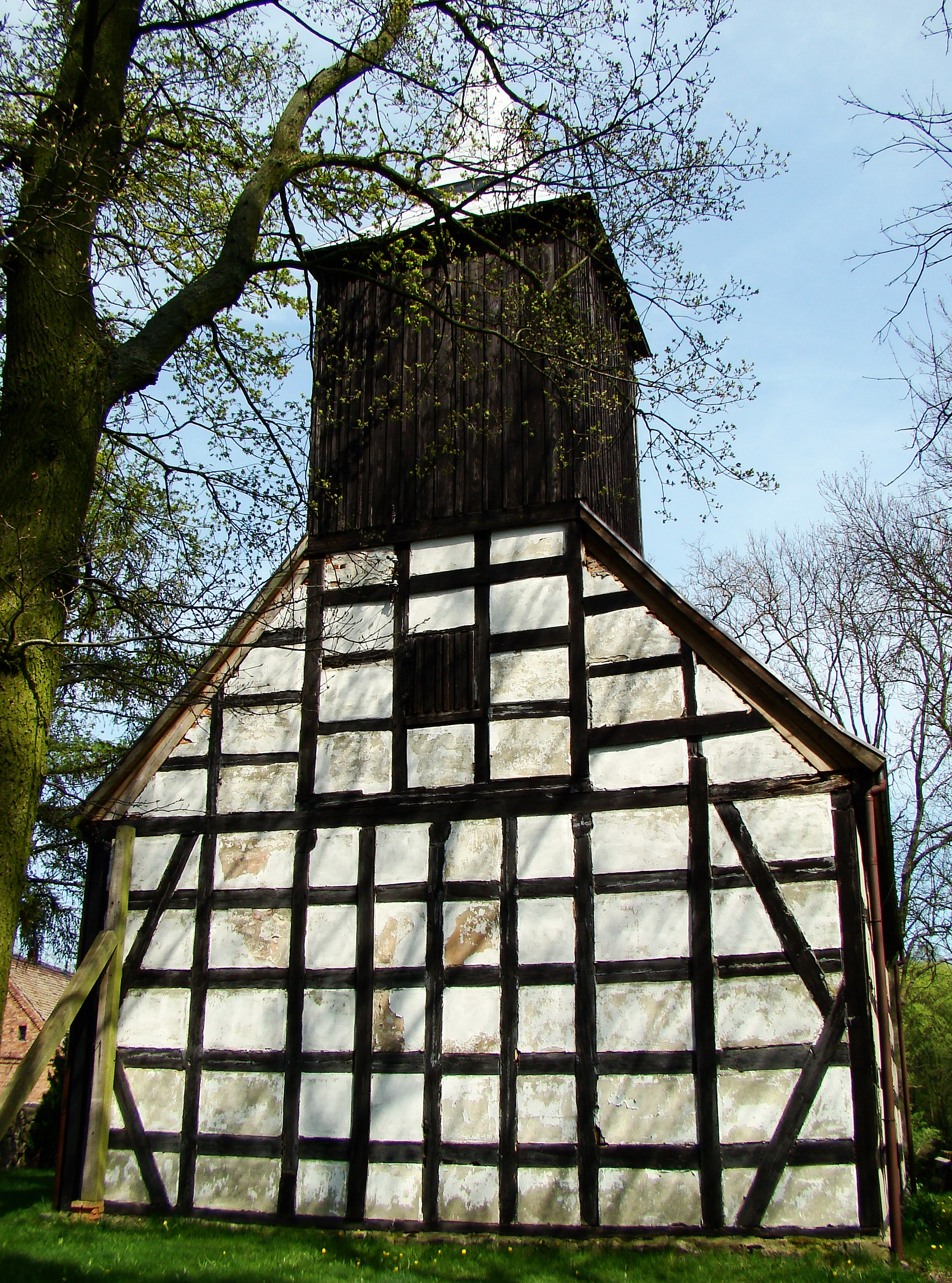
Nhà thờ ở Tatyna

Trước năm 1945, khu vực này là một phần của Đức. Đối với lịch sử của khu vực, xem Lịch sử của Pomerania.
Ngôi làng có dân số 250 người.